# Nieuw Zeeland (schip, 1928)
De Nieuw Zeeland was een Nederlands passagiersschip, omgebouwd en aangepast in 1940 tot troepentransportschip van 11.069 ton. Ze werd gebouwd in 1928 bij N.V. Rotterdamsche Droogdok Mij., Rotterdam en de eigenaar was de Koninklijke Paketvaart Mij., Amsterdam, met als thuishaven Batavia. Op 11 november 1942 werd ze echter getorpedeerd door de U-380 van kapitein-luitenant Josef Röther. Haar lading bestond uit ballast en ze had 256 personen aan boord. 
Ze was onderweg van de kust van Noord-Afrika naar Gibraltar.

## Ondergang
Om 12.42 u. op 11 november 1942, werd de Nieuw Zeeland getroffen door een van de vier gelanceerde torpedo’s, afgevuurd door de U-380, op ongeveer 80 zeemijl van Gibraltar en zonk vervolgens omstreeks 13.08 u. op positie 35°57' N. en 03°58' W. 15 opvarenden vonden de dood. Het schip keerde terug van Operatie Toorts, de geallieerde invasie van Noord-Afrika en had 214 bemanningsleden, 29 kanonniers en 13 dienstdoende passagiers aan boord. 241 overlevenden werden opgepikt door HNMS Isaac Sweers (G 83) en HMS Porcupine (G 93) en kwamen uiteindelijk met de overlevenden ter bestemming aan in Gibraltar.